# 杨宝璋
杨宝璋，（1925年—2023年11月12日），相声演员。
1943年在开封大相国寺拜陶湘九为师。由于他天资聪慧，习艺刻苦，在学有所成后即开始“走江湖、跑码头”，后足迹遍布黄河两岸、大江南北。多年来，他先后与相声名家李寿增、高桂清、张杰尧、来振华、侯宝林、刘宝瑞等联袂演出，同台献艺。
杨宝璋会“活”300多段，他以“文哏”（指有知识性的段子）见长，代表作有《小神仙》、《解学士》、《朋友论》、《怯拉车》、《家庭论》等。他融会贯通京、津、海派相声精华而成的作品《崇祯算卦之活神仙》、《脱靴诗》、《五行诗》和《鬼的故事》与众不同，在相声界独树一帜。他的画锅艺术、用白沙撒字的技艺，现在已无几人能为，他撒出的空心一笔“寿”字更是独步曲坛。
由于长期在民间演出，杨宝璋逐步形成了亲近自然、贴近生活、清新流畅的艺术风格。他的表演无脏口、无匠气、无舞台腔，结构严谨，挂钩搭桥入情入理，深受大家喜爱。因为不善“柳活”，杨宝璋便独辟蹊径，以说代唱，使自身作品独具匠心。
杨宝璋传承相声艺术，教授徒弟十余人，有金文和、余文光、李慧桥等。杨宝璋为培养后辈、传承相声艺术作出了贡献。1999年被中国曲艺家协会命名为“建国50年有特殊贡献的曲艺工作者”、2009年被开封市曲艺家协会聘为顾问并荣获“从事文艺工作60年文艺家”称号。